# 芬兰浆果利口酒
芬兰浆果利口酒（芬蘭語：Suomalainen Marjalikööri），或者芬兰水果利口酒（芬蘭語：Suomalainen Hedelmälikööri），是在芬兰境内酿造的符合一些特定条件的利口酒，为欧盟境内地理标志产品。芬兰浆果利口酒（芬兰水果利口酒）也名列在《中欧地理标志协定》第三条第一款的名单中。

## 法定定义
根据芬兰的《酒精饮料和烈性酒法令》，只有符合下列条件的饮料才能称为并在包装上标注为“芬兰浆果利口酒/芬兰水果利口酒”：
1. 必须符合欧盟法令 EC N:o 110/2008 中有关利口酒的规定；
2. 必须是从农业产品中酿制的乙醇；
3. 必须采用芬兰境内种植或采集天然长大的水果或浆果；
4. 颜色主要是来自浆果或水果原材料本身；
5. 味道主要是来自浆果或水果原材料本身；
6. 必须是在芬兰酿造的，但可以在芬兰之外装瓶。